# Етьєн Суланж-Боден

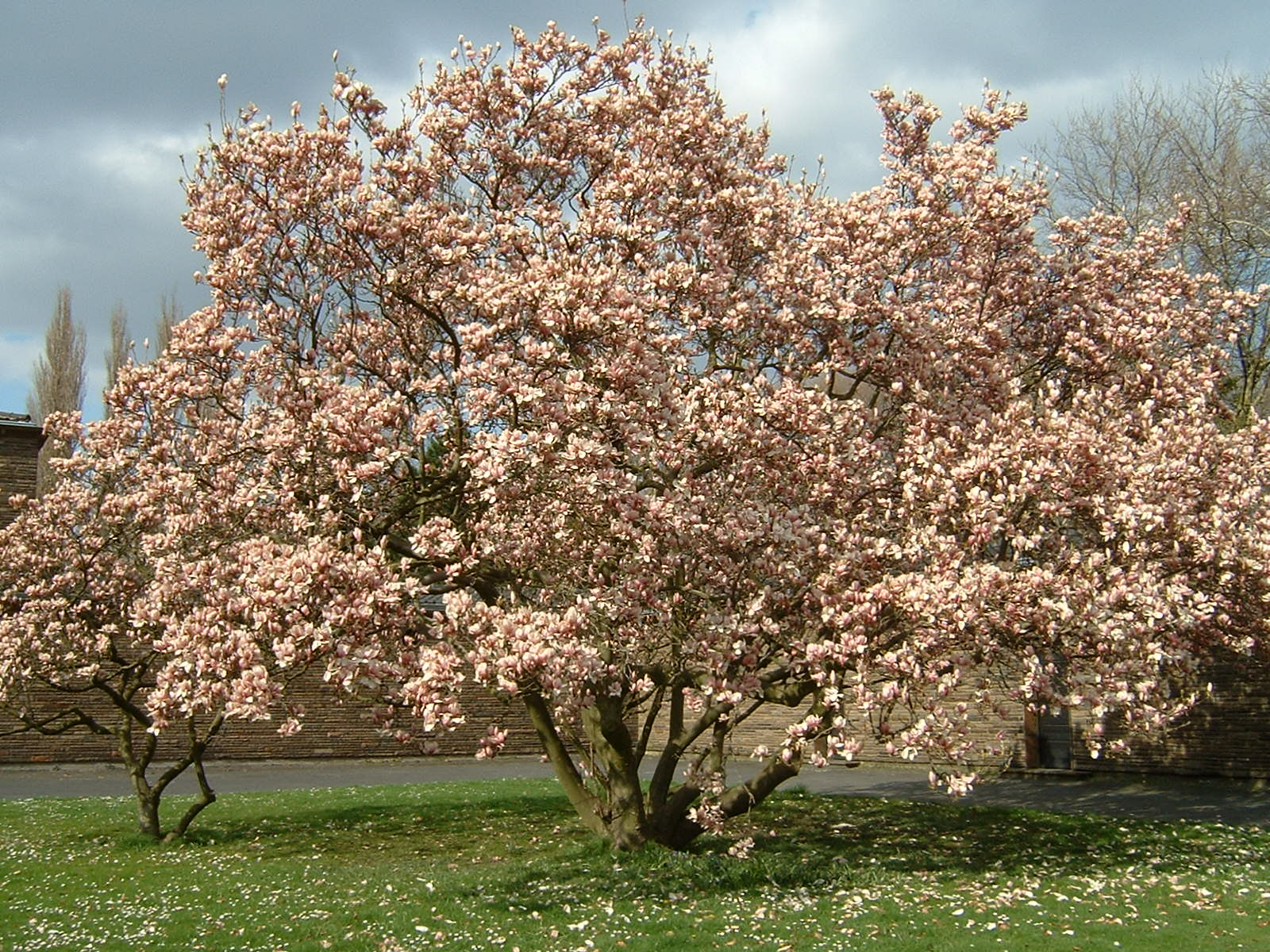
Маґнолія Суланжа

Етьєн Суланж-Боден (1774–1846) — французький біолог, ботанік і армійський офіцер, пам’ять про якого вшановує його гібридна маґнолія Magnolia × soulangeana. Хоча сьогодні його мало пам'ятають, він відіграв важливу роль в організації професійного садівництва у Франції, 1815–1845.
Народився в Турі (Ендр-і-Луара), він спочатку вивчав медицину і закріпився в тісно пов'язаній галузі ботаніки. У 1796 році він протягом року служив секретарем французького посольства в Константинополі, а потім виконував кілька адміністративних функцій після повернення до Франції. У 1807 році він був призначений інтендантом у кабінеті радників князя Ежена де Богарне, віцекороля Італії, у реалізації дипломатичних кампаній якого він брав участь. Наполеон нагородив його хрестом Ордена Почесного легіону та Залізним хрестом.
У 1814 році Суланж-Боден пішов у відставку до Франції після першого вигнання Наполеона. Його служба у свиті князя Богарне згодом сприяла його рекомендації на посаду наглядача садів у Мальмезоні імператриці Жозефіни. Він придбав шато де Фромон площею 70 гектарів  у Рис-Оранжі (Ессон), де він заклав ботанічний сад, здобувши в ньому багатий садівничий досвід, який дав йому широку інформацію для його публікацій. Він посадив дендрарій з екзотичних дерев і зібрав колекцію жарновців, які на той час були мало поширені в садівництві. Потім він зібрав численні нові овочі, які лиш міг знайти, піднявши якість їх вирощування до найвищого рівня, порівняльного з рівнем англійців у К'ю. Він заснував садовий інститут, який Карл X оголосив королівським під час державного візиту в 1829 році; Організація була розпущена під час Революції 1830 року, але Суланж-Боден залишився членом, а потім і постійним секретарем Королівського сільськогосподарського товариства. Він був засновником Паризького садівничого товариства та організував першу квіткову виставку в Луврі (1832).
Етьєн Суланж-Боден помер у своєму замку Фромон у 1846 році.
Серед його публікацій: 
- Notice sur une nouvelle espèce de magnolia (Париж, 1826), що привернуло широку увагу до M. x soulangeana;
- Discours sur l'importance de l'horticulture (Париж, 1826),
- його щорічні каталоги рослин у Фромонті, що публікувалися з 1822 р.[9],
- редагування Annales de l'institut royal horticole de Fromont (Париж, 1829–1834),
- Catalog des dahlias nains d'origine anglaise (Париж, 1831) і
- Rapport sur le reboisement des montagnes (Париж, 1842), що рекомендував заліснення крутих схилів, непридатних для ефективного сільського господарства.

## Додаткові джерела
Quérard, J.M., (1838). La France littéraire, ou Dictionnaire bibliographique des savants... volume 9: 221